# 말티톨
말티톨(Maltitol)은 설탕 대체물과 완하제로 사용되는 설탕 알코올(폴리올)이다. 이는 자당(식당)의 단맛의 75~90%를 가지며 갈변을 제외하고 거의 동일한 특성을 갖는다. 에너지가 절반이고 충치를 촉진하지 않으며 혈당에 미치는 영향이 다소 적기 때문에 설탕을 대체하는 데 사용된다. 화학적 용어로 말티톨은 4-O-α-글루코피라노실-d-소르비톨로 알려져 있다. 이는 Lesys, Maltisweet 및 SweetPearl과 같은 상표명으로 상용 제품에 사용된다.

## 영양 정보
말티톨은 그램당 2~3킬로칼로리[kcal/g](8~10kJ/g)를 제공한다. 말티톨은 인간의 소화 효소에 크게 영향을 받지 않으며 장내 세균총에 의해 발효되며, 섭취된 말티톨의 약 15%가 변형되지 않은 채 대변으로 배설된다.

## 같이 보기
- 완하제